# Шимон Африканович
Шимон Африканович або Офрикович — знатний варязький воїн, згадується у Києво-Печерському патерику. Пов'язується із заснуванням Києво-Печерської лаври, на користь якої за переказами зробив значні пожертви.

## Руські джерела
Шимон був сином Африкана, «князя в країні варягів». Африкан був братом Якуна Сліпого, який брав участь у битві при Листвені.
Як встановив М. Ф. Мурьянов, проаналізувавши дані про культові предмети, що вживалися в сім'ї Африкана і Шимона, їм обом довелося побувати в Середземномор'ї, де вони, судячи з усього, прийняли християнство. Після смерті Африкана в 1027 році Якун вигнав Шимона з братом Фриандом.
У Києво-Печерському патерику вказується, що під час втечі Шимон зняв зі скульптурного розп'яття Христа, виготовленого його батьком, святі реліквії — золоті вінець і пояс. Знімаючи їх, він почув голос від образу», який наказав йому віднести ці реліквії преподобному Феодосію, на те місце, де буде створена церква в ім'я Пресвятої Богородиці. А вже пливучи на Русь, Шимону під час бурі було бачення майбутньої церкви із зазначенням її розмірів.
Шимон став служити князю Ярославу Мудрому, а пізніше його синові Всеволоду. Під началом у нього знаходилося до трьох тисяч найманих варязьких воїнів разом з чадами і домочадцями, включаючи і католицьких священиків.
Вважається, що Шимон був ростовським тисяцьким. Це підкріплюється даними, які встановив Б. А. Воронцов-Вельямінов: в топонімії Ростово-Суздальського краю зустрічаються назви поселень, похідні від особистого імені Шимон, унікального для давньоруського іменослова. Це два села з назвою Шимоново на річці Малий Киржач, село Шимониха на дорозі з Ростова в Суздаль, село Шимоново за 20 верст на південь від Можайська. Можливо, Шимон отримав або придбав у ввіреному йому краї земельні володіння.
У 1068 році він бився на боці Ярославичів у битві на річці Альті проти половців. Розповідається про те, що перед битвою святий Антоній Печерський передбачив поразку руського війська, проте також і чудесне спасіння Шимона. Останній, незважаючи на тяжкі рани, вижив у битві. Антоній вилікував його, а на знак вдяки Шимон подарував новооснованій Антонієм Києво-Печерській лаврі свій пояс і золотий вінець, ціною в 50 гривень. Після битви на Альті і чудесного зцілення Шимон прийняв православ'я, хоча до цього сповідував християнство за римським обрядом. Шимон сприяв будівництву кам'яного собору Успіння Богородиці у Києво-Печерському монастирі і був одним з перших, кого поховали в Лаврі, а також одним з перших, що отримали грамоту на відпущення гріхів (Феодосій Печерський списав йому слова «молитвы иерейския  прощальныя», і Шимон заповів поховати себе з цим сувоєм).
Монастирський кам'яний храм Успіння Пресвятої Богородиці був закладений у 1073 р., завершений у 1077 р., освячений в 1089 р. Відповідно Шимон помер не раніше 1089 р. Качан і С. Хведченя відносять дату його смерті до періоду між 14 серпня 1089 р. і 15 серпня 1091 р. (тобто після освячення Успенського собору, але ще до перенесення в нього тіла Феодосія Печерського).
Син Шимона Георгій також був пов'язаний з Лаврою і надсилав їй золото і срібло з Суздаля для прикраси могили святого Феодосія Печерського. Згідно Києво-Печерському патерику, Георгій ще в дитинстві був зцілений від сліпоти ігуменом Феодосієм Печерським. Вмираючи, Георгій залишив заповіт своєї сім'ї допомагати Києво-Печерській лаврі. Нащадки Шимона хоронилися у Дмитрівському соборі у Суздалі, побудованому вихідцем з Києво-Печерської лаври, єпископом Єфремом.

## Спроби ідентифікації
Першим ученим, хто серйозно почав працювати над ідентифікацією Шимона серед скандинавських історичних особистостей, став російський філолог-германіст Ф. А. Браун. Він припустив, що згадане в літописі ім'я Африкан засноване на архаїчному седерманландському діалекті і є спотвореним вимовою afreki — afriką («син»). Браун також прийшов до висновку, що ім'я нібито брата Шимона Фріанд не є ім'ям власним, оскільки подібні імена у давньоскандинавській традиції відсутні, а можливо, виступає формою від frjá («любити»), frjándi, що в деяких давньоскандинавських джерелах означало «племінник». Він також відкидав версію, що ім'я Шимона є спотвореним від Sigmundr. Таким чином, за Брауном, Якун вигнав свого племінника (frjándi) — варяга (Simon Afrekąson), який носив християнське ім'я Симон. При цьому ім'я Африкан також є у святцях.
Спираючись на версію Брауна, історик О. В. Пріцак зробив припущення, що ярл Хакон Ейрікссон, з яким він ототожнював Якуна, мав брата по імені Афреки, який не згадується в давньоскандинавських джерелах. Коли цей Афреки-Африкан помер, Якун вигнав його сина Симона, який міг вступити в союз з королем Норвегії Олафом II. Симонові в цьому випадку було б тільки близько 12 років.
С. М. Міхєєв підтримує версію тотожності Якуна з Хаконом, вказуючи також на те, що в рік Лиственської битви (1024) Хакон не було в Норвегії, і про долю його в цей час відомо мало; на те, що в сагах підкреслюється краса Хакона (а Якун, за однією з версій, у літописі «се леп», тобто красивий); і, нарешті, на те, що в трьох сагах згадується про золоту пов'язку, якими були перетягнуті його волосся (Якун в битві при Листвені втрачає «золоту луду»).
Ім'я Африкан Міхєєв слідом за низкою інших дослідників інтерпретує як Альфрик (Alfrikr), відзначаючи, що на рунічних каменях Седерманланда згадується якийсь Альрик, який вважається шведськими істориками родичем Хакон, а також роблячи припущення, що імена з кінцевим форматом -rikr могли бути поширені в роду ярлів Хлодира, до яких ставився Хакон, чиїм батьком, приміром, був Ейрік (Eirikr). Ім'я Шимон він при цьому вважає спотвореним від Зигмунд (Sigmundr), відзначаючи, що для іменослова хлодирських ярлів були характерні імена з початковим форматом Sig- (для прикладу наводиться прадід Хакон Сігурд і двоюрідна сестра Сігрід).
Якщо дотримуватися цієї версії, то Шимон є онуком правителя Норвегії Ейріка Хаконссона і правнуком Свена I Вилобородого, короля Данії, Норвегії та Англії.

## Родина
1. Якун Сліпий
2. Африкан
  1. Шимон Африканович
    1. Георгій Шимонович

## Засновник родів
Від Шимона Африкановича в кінці XVII століття виводили своє походження кілька родів:
- Воронцови
- Вельямінови
- Воронцови-Вельямінови
- Башмакови
- Аксакови
- Ісленьєви